# Inārs Kivlenieks
Inārs Kivlenieks (* 4. Juli 1986 in Riga) ist ein lettischer Rennrodler.
Inārs Kivlenieks rodelt seit 2003 und rückte 2006 in den lettischen Nationalkader. In der Saison 2005/06 debütierte er im Doppelsitzer mit Lauris Bērziņš im Rennrodel-Weltcup. Zum Saisonauftakt wurde das Team auf ihrer Heimbahn in Sigulda 20. Noch besser lief es im folgenden Rennen in Cesana Pariol, wo sie 14. wurden. In der Gesamtwertung kam das Doppel auf den 26. Platz, in der Folgesaison konnten sie sich um einen Platz verbessern. In Nagano war ein 12. Platz bestes Resultat.
Zur Saison 2007/08 wechselte Kivlenieks auf den Einsitzer. Bei seinem ersten Rennen in Winterberg kam der Lette auf Platz 20. Es sollte sein bestes Ergebnis der Saison bleiben. Weitaus besser verlief der Start in den Rennrodel-Weltcup 2008/09. Schon beim ersten Rennen in Igls konnte er sich auf Rang 14 verbessern, in Sigulda schaffte er es sogar als Elfter fast unter die besten Zehn.
Sein erstes Großereignis fuhr Kivlenieks bei den Rennrodel-Europameisterschaften 2008 in Cesana, wo er 13. wurde. Weniger gut verlief die Rennrodel-Weltmeisterschaften 2008 in Oberhof. Hier wurde der Lette 28.
Podestplätze erreichte er schließlich im Weltcup in der Saison  2016/17 (Zweiter Platz in der Gesamtwertung des Staffelrennens), zweiter Rang mit der Teamstaffel bei den Rennrodel-Weltmeisterschaften 2016 sowie einem dritten Rang mit der Teamstaffel bei den Rennrodel-Europameisterschaften 2015.
Inārs Kivlenieks lebt in Inckukalns.